# Drivin' My Life Away
«Drivin' My Life Away» (en español: —«Conduciendo mi vida lejos»—) es una canción coescrita y grabada por Eddie Rabbitt.
En 2012, Cory Stromblad de Taste of Country colocó a «Drivin' My Life Away» en el número 55 de su lista de las «100 mejores canciones country de todos los tiempos». Años más tarde, en 2021, Billboard la posicionó en el puesto 60 de su lista de las «100 mejores canciones de coches de todos los tiempos».

## Posicionamiento en listas
| \| País \| Lista \| Posición \| Ref. \| \| 1980 \| 1980 \| 1980 \| 1980 \| \| -------------- \| ----------------------------- \| -------- \| ---- \| \| Estados Unidos \| Billboard (Top Pop Singles) \| 85 \| [3] \| \| Estados Unidos \| Billboard (Hot Country Songs) \| 18 \| \| |                               |          |       |
| País | Lista                         | Posición | Ref.  |
| 1980 |                               |          |       |
| Estados Unidos | Billboard (Top Pop Singles)   | 85       | [ 3 ] |
| Estados Unidos | Billboard (Hot Country Songs) | 18       |       |

## En la cultura popular
La canción «Drivin' My Life Away» se ha utilizado en varias ocasiones en cine y televisión. Entre otras:

### Cine
- Roadie (1980).[2]
- Todos queremos algo (2016).
- Finding Steve McQueen (2019).